# Flight Design CT
La sèrie Flight Design CT és una família d'avions ultralleugers biplaça, d'ala alta i tren d'aterratge tricicle dissenyats i fabricats per l'empresa alemanya Flight Design. El rang de models inclou l'original CT així com les versions millorades CT2K, CTSW, CTLS i el nou model MC.

## Disseny i desenvolupament

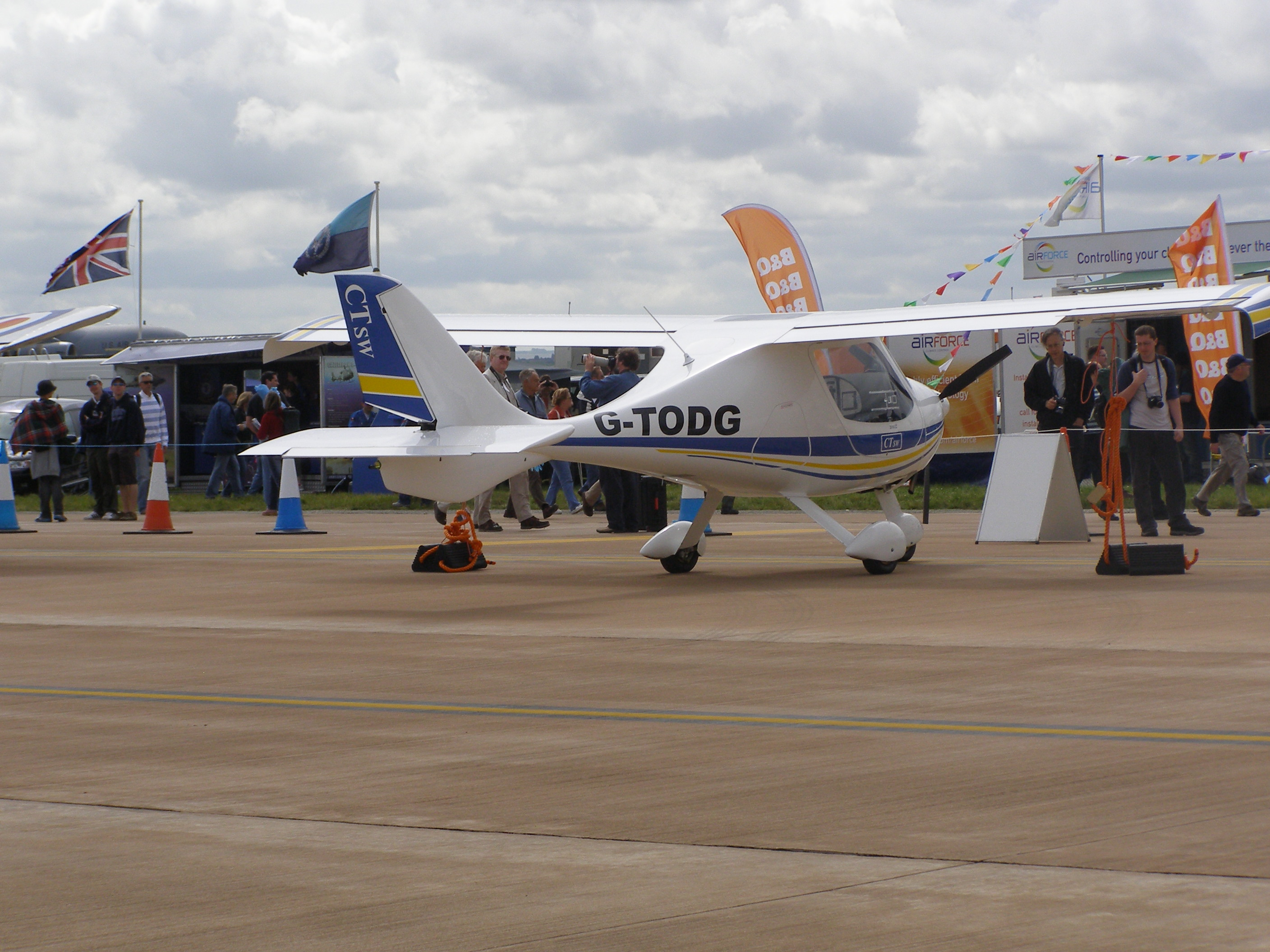
CTSW en exposició l'any 2007.

Tot els models compten amb motors Rotax 912 en configuració tractora (frontal) i potències d'entre 80 i 100 CV. L'aeronau està fabricada amb materials compostos, majoritàriament fibra de carboni, permetent formes molt aerodinàmiques i una elevada resistència en relació al seu pes.

## Models

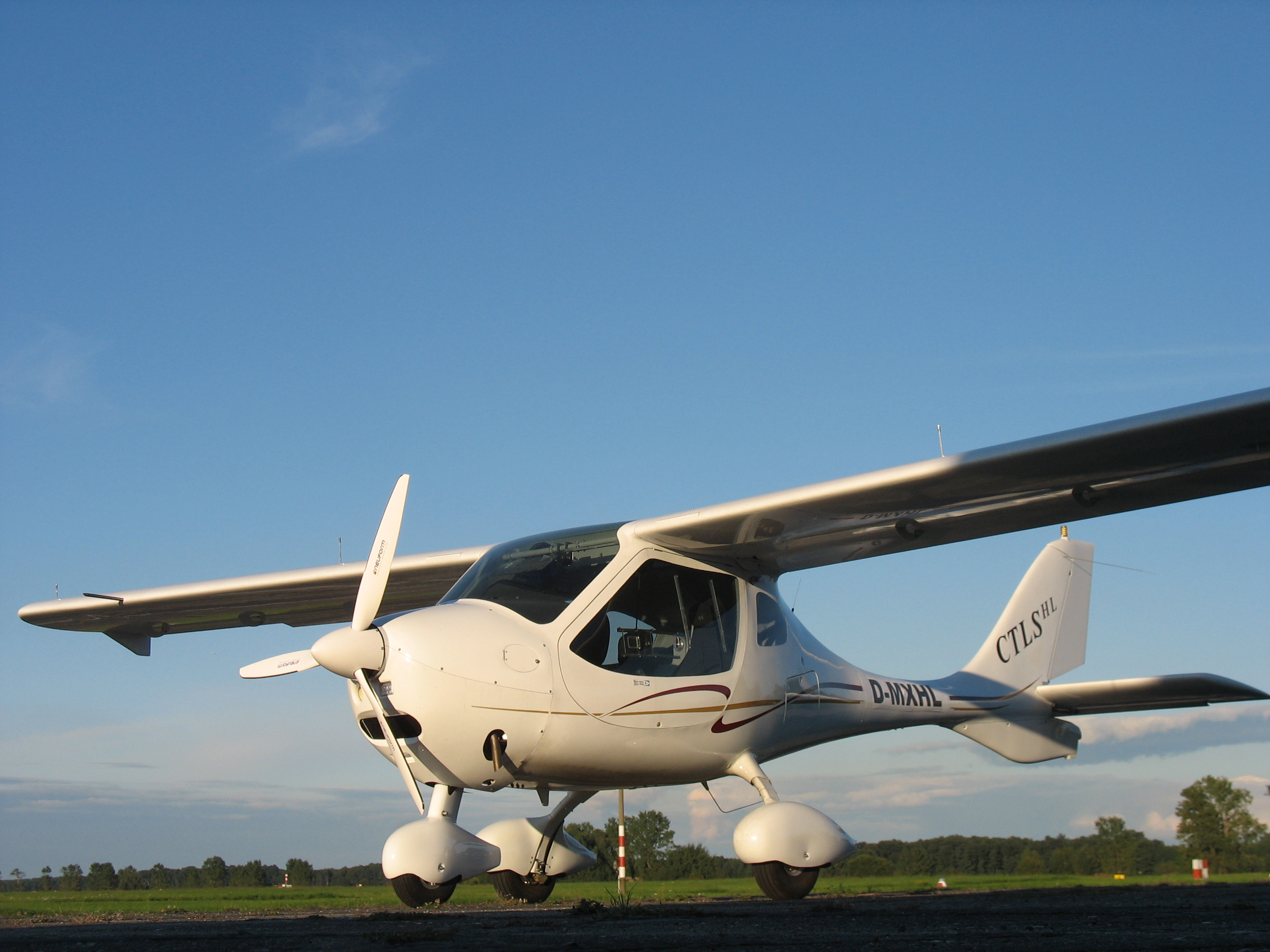
CTLS

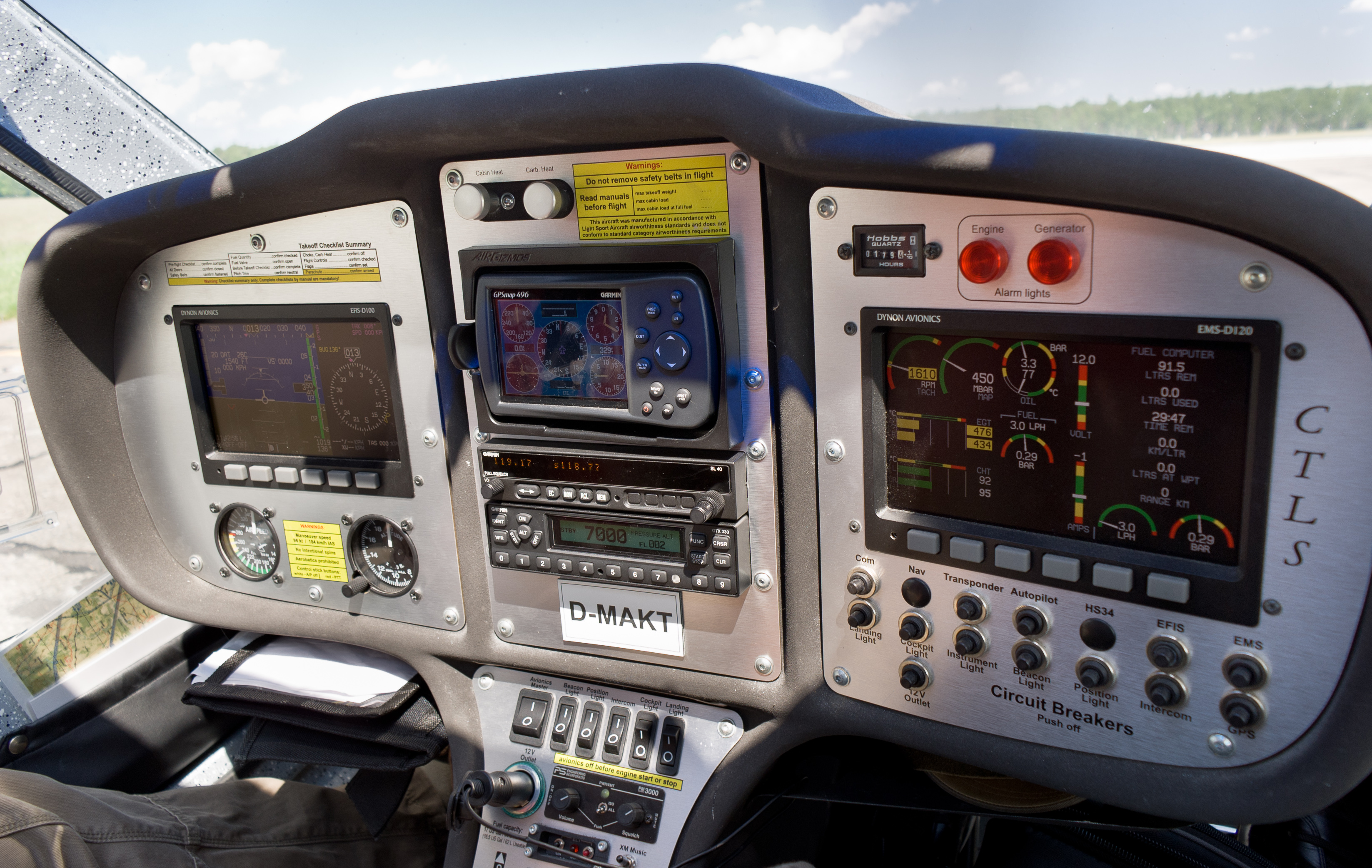
Panell d'instruments d'un CTLS

CT
Composite Technology - model original, la producció del qual va començar el 1997.

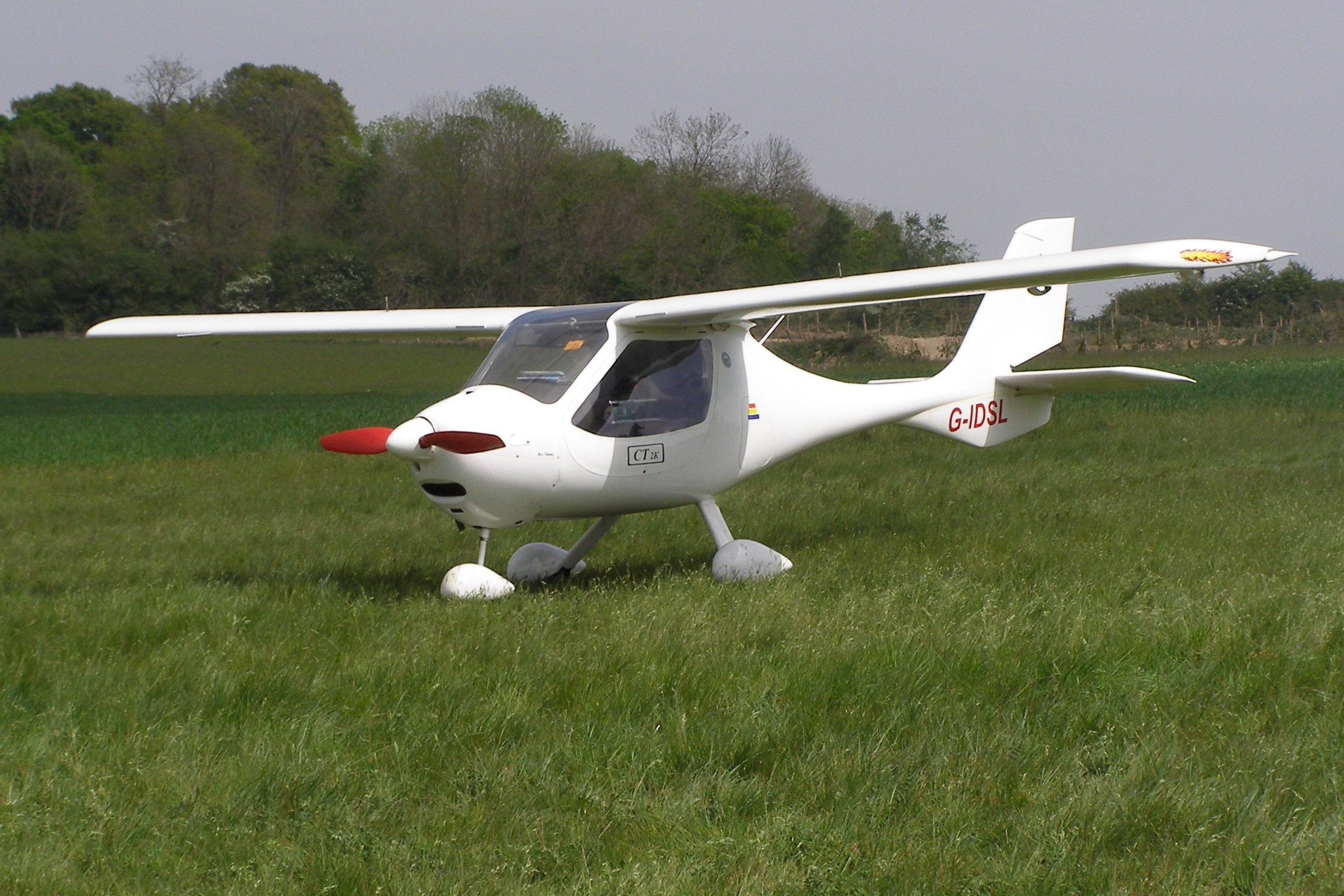
CT2K
Model de segona generació amb diverses millores, introduït el 1999 per satisfer les obligacions de la normativa d'ultralleugers del Regne Unit: BCAR Section S

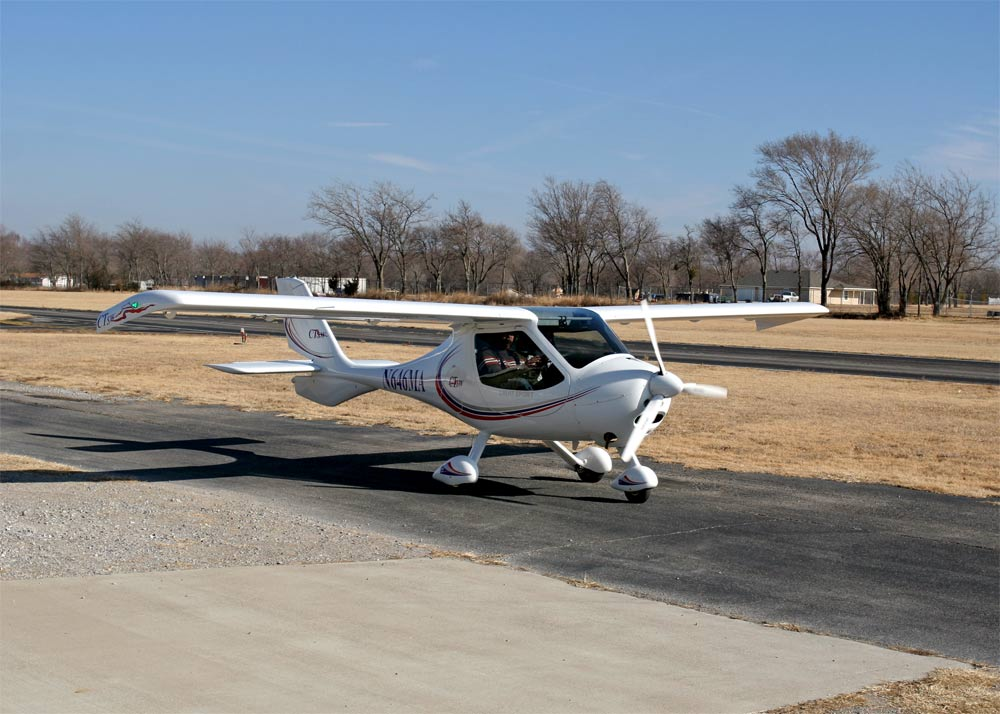
CTSW
Short Wing versió del CT2K amb una envergadura alar menor i puntes alars modificades. Permet una major velocitat de creuer tot mantenint una velocitat mínima de sustentació semblant.
CTLS
Model Light Sport, anunciat el 2008, amb múltiples millora respecte al CTSW: sistema d'injecció de combustible millorat, disseny de la cua modificat, tren d'aterratge reforçat i diverses modificacions aerodinàmiques.
Flight Design MC
Metal Concept és un CTLS de fabricació predominantment metàl·lica, amb estructura de tubs d'acer i superfície d'aliatge d'alumini. Dissenyat especialment per al mercat de les escoles de pilotatge i introduït el juliol de 2008.
CTLS-Lite
CTLS amb prestacions i equipament reduït. Així s'aconsegueixen un pes i un preu de venda 20.000 dòlars inferior. Introduït l'any 2010.
CTLSi
Versió del CTLS introduïda el 2012 i propulsada pel motor Rotax 912 iS. Aquest motor compta amb injecció electrònica i disminueix el consum de combustible respecte al model amb carburadors en un 21%. Aquest model té un preu 12.800 dòlars superior però inclou el nou motor, ajust elèctric i bateria d'ions de liti.

## Especificacions (model CTSW)
Dades de Flight Design
Característiques generals
- Tripulació: 1 pilot
- Capacitat: 1 passatger i 50 kg d'equipatge
- Longitud: 6,22 m
- Envergadura: 8,50 m
- Alçada: 2,15 m
- Pes buit: 318 kg
- Pes màxim d'enlairament: 600 kg
- Motors: ×  4 cilindres, 4 temps; refrigeració líquida/aire Rotax 912S, 75 kW   cada un

 Rendiment 
- Velocitat màxima absoluta : 301 km/h
- Velocitat màxima: 230 km/h
- Velocitat de creuer: 207 km/h
- Velocitat d'entrada en pèrdua: 65 km/h
- Abast: 1.266 km
- Sostre de servei: 4.572 m
- Ràtio d'ascens: 4,9 m/s
- Càrrega alar: 61 kg/m²
- Potència/pes: 0,120 kW/kg